# Sanxurxo (Bóveda)
Sanxurxo (en gallego y oficialmente San Xurxo) es un lugar del municipio de Bóveda, en la provincia de Lugo, España. Pertenece a la parroquia de Tuimil.
Se encuentra a 460 metros de altitud, cerca del lugar de Casanova y del límite con el municipio de O Incio. En 2023 se encontraba despoblado.